# Programa Monumenta
El Programa Monumenta es un programa federal brasileño ejecutado por el Ministerio de Cultura y patrocinado por el Banco Interamericano de Desarrollo que busca reformar y rescatar el patrimonio cultural urbano en Brasil. Fue creado en 1997 y atiende proyectos en 26 ciudades de ese país.